# Oberland am Rennsteig

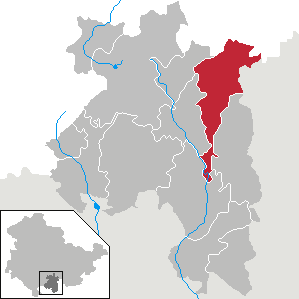
Ligging van de voormalige gemeente Oberland am Rennsteig in de Landkreis Sonneberg

Oberland am Rennsteig was een Duitse gemeente in Thüringen in de Landkreis Sonneberg. De gemeente ontstond op 1 januari 1997 uit de fusie van de eenheidsgemeente Engnitzthal en de gemeente Haselbach. Op 31 december 2013 werd de gemeente opgeheven en opgenomen in de stad Sonneberg.

## Geografie
De gemeente Oberland am Rennsteig lag in het overgangsgebied van het Thüringer leisteengebergte naar het Frankenwald. In het noorden van de voormalige gemeente lag een gedeelte van de Rennsteig. De gemeente had een lengte van circa 13 kilometer en een oppervlakte van 39,42 km² en bestond uit verschillende vroeger zelfstandige gemeenten. De voormalige gemeente telde op 31 december 2012 2.200 inwoners verdeeld over de ortsteile Haselbach, Eschenthal, Hasenthal, Hüttengrund en Spechtsbrunn. Voormalige buurgemeenten waren met de klok mee beginnend in het noorden: Piesau – Gräfenthal – Tettau – Judenbach – Sonneberg – Steinach – Lauscha.